# Arapovîci, Novhorod-Siverskîi
Arapovîci (în ucraineană Араповичі) este un sat în comuna Koman din raionul Novhorod-Siverskîi, regiunea Cernihiv, Ucraina.

## Demografie
Componența lingvistică a localității Arapovîci
     Ucraineană (58,79%)
     Rusă (41,21%)
Conform recensământului din 2001, majoritatea populației localității Arapovîci era vorbitoare de ucraineană (58,79%), existând în minoritate și vorbitori de rusă (41,21%).